# Nathalie Aarts
Nathalie Aarts (Breda, 6 november 1969) is een Nederlandse zangeres die vooral bekend is als zangeres van The Soundlovers, een Italiaanse Eurodance-act geformeerd in 1996. Later trad ze solo op op internationale podia, met onder meer de hits van The Soundlovers bij de vele 90’s festivals.
Ook ging ze de samenwerking aan met verschillende “pop-dance” projecten met diverse labels in verschillende landen. Eind 2012 zong ze het nummer Het Kuikentje Piep in, door haar aangepast. Het is de Nederlandstalige uitvoering van de Italiaanse hit Il Pulcino Pio.

## The Soundlovers
The Soundlovers is een Eurodance project dat in april 1996 geformeerd werd door de Italiaanse producers Maurizio Molella, Roberto Santini, Filippo Carmeni "Phil Jay" & Gianni Fontana. Hun eerst hit was Run-away. Zij componeerden de muziek en de zang werd uitgevoerd door Nathalie Aarts en German David Leguizamon uit Argentini. In 2003 verliet German Leguizamon de groep, waarna Nathalie met Hyperfolk en Shake Your Ass in 2004 uitkwam. 
Na een rustperiode van twee jaar brachten ze op 22 juli 2006, exact tien jaar na hun eerste nummer, weer een nieuw nummer uit Can't Stop Dancing en de b-side I'm Not Scared en daarna een "BEST OF 1996-2006". In 2008 de RSDJ remix van Run-away, en daarna My Body and Soul (een cover van Marvin Gardens). Na een 5-jarige pauze voor The Soundlovers, na de geboorte van de dochter van Nathalie, was er in 2013 de nieuwe come-back van The Soundlovers met twee remixen 2k13 (van Surrender en Run-away) en in September 2013 het nieuwe nummer "Be My Man".

## Discografie
The Soundlovers - Happymen - Nathalie Aarts & Kim Lukas  en vele featurings, ook voor Eurobeat projecten zoals Larabelle, Nathalie, enz.
Voor complete discografie zie website of youtube channel.

#### The Soundlovers Singles[2][3]
| Single(s)           | Verschijningsdatum | Album           | Opmerkingen                                             |
| ------------------- | ------------------ | --------------- | ------------------------------------------------------- |
| Run Away            | 22 juli 1996       | -               | Alleen uitgebracht op single.                           |
| People              | 2 april 1997       | People          | - Single en album                                       |
| Another Day         | 16 juni 1997       | People          | -                                                       |
| Surrender           | 30 september 1998  | -               | Alleen uitgebracht op single.                           |
| Mirando El Mar      | 8 juni 1999        | -               | Alleen uitgebracht op single.                           |
| Walking             | 2 november 1999    | -               | Alleen uitgebracht op single.                           |
| Wonderful Life      | 21 juni 2000       | -               | Alleen uitgebracht op single.                           |
| Abracadabra         | 28 juni 2001       | -               | + Releas remix (Vanni G.) Alleen uitgebracht op single. |
| Living In Your Head | 29 oktober 2001    | -               | Alleen uitgebracht op single.                           |
| Flow                | 29 oktober 2001    | -               | Alleen uitgebracht op single.                           |
| We Wanna Party      | 30 juni 2002       | -               | Alleen uitgebracht op single.                           |
| Hyperfolk           | 1 augustus 2003    | 96-03           | - Nathalie alleen verder                                |
| All Day All Night   | 1 augustus 2003    | 96-03           | - B-SIDE HYPERFOLK                                      |
| Shake Your Ass      | 2004               | Club Stars 2004 | Coproductie met Efisio Sergi                            |
| Can't Stop Dancing  | 22 juli 2006       | -               | Alleen uitgebracht op single.                           |
| I'm Not Scared      | 22 juli 2006       | -               | Cover van I'm Not Scared (1983) van Patsy Kensit.       |
| Run-Away REMIX 2008 | januari 2008       |                 |                                                         |
| My Body And Soul    | 10 juli 2008       | -               | Cover van My Body And Soul van Marvin Gardens.          |
| Surrender 2k13      | april 2013         | remixes 2013.   |                                                         |
| Run-away 2k13       | 20 juni 2013       | remixes 2013.   |                                                         |
| Be My Man           | 25 september 2013. |                 |                                                         |

#### Some Other Singles
| Single(s)                     | Verschijningsdatum | Album | Opmerkingen                                                                       |
| ----------------------------- | ------------------ | ----- | --------------------------------------------------------------------------------- |
| Are You Ready                 | 1993               | -     | Happymen. Do It Yourself Italy                                                    |
| Love Is You                   | 1996               | -     | Happymen. Do It Yourself Italy                                                    |
| Tesoro                        | 2004               | -     | Happymen. Do It Yourself Italy                                                    |
| Damdaridam                    | 1999               | -     | Yoga. Toshiba-Emi Japan                                                           |
| No Nobody's Love              | 2000               | -     | Yoga. Toshiba-Emi Japan                                                           |
| Bye Bye Baby Balloon          | 2001               | -     | Yoga. Toshiba-Emi Japan                                                           |
| Magic Moon                    | 1999               | -     | Mandy. Time Records Italy                                                         |
| Wonderland                    | 1998               | -     | E.X.E.L.. New Music Italy.                                                        |
| Let Your Body Move            | 1999               | -     | Sunny Bunny. Subside Records Italy.                                               |
| Something About You           | 2000               | -     | Night Shadows. Bloom Records Italy.                                               |
| Wanna Be                      | 2000               | -     | Twine. Radium Italy.                                                              |
| Out Of My Life                | 2002               | -     | Division 2. Do It Yourself Italy.                                                 |
| Bee                           | 2004               | -     | Jolly Mask. Digital Noise Italy.                                                  |
| Change The World              | 2007               | -     | Nathalie & Kim Lukas. Ritmica Italy.                                              |
| Music Is My Life              | 2007               | -     | Stefy Nrg. featuring Nathalie Aarts. Bliss Corporation Italy.                     |
| I Will Run                    | 2011               | -     | Carl Fath featuring Nathalie.                                                     |
| Breathe Again                 | 2011               | -     | Nathalie Aarts & Kim Lukas. Alleen uitgebracht op cd-single.                      |
| Vodka Lemon                   | 2012               | -     | Sound On Line featuring Nathalie. Qwick Italy.                                    |
| Sad Girl                      | 2013               | -     | Nathalie Aarts & Kim Lukas. Netswork Italy.                                       |
| Wiggle Dance                  | 2014               | -     | Wiggle Team. RNC Music Italy.                                                     |
| All Right                     | 2015               | -     | Nat & Kim. Bang Record Italy.                                                     |
| Move On                       | 2016               | -     | Alain Ducroix & Michael Sax featuring Nathalie Aarts. Andorfine Germany.          |
| Memories                      | 2018               | -     | DJ Jump featuring Nathalie Aarts. Bang Record Italy.                              |
| Crazy                         | 2019               | -     | DJ Jump featuring Nathalie Aarts. Bang Record Italy.                              |
| Thank You                     | 2019               | -     | DJ Jump, Jenny Dee featuring Nathalie Aarts. Bang Record Italy.                   |
| Boogie Baby                   | 2020               | -     | Nathalie Aarts & Kim Lukas. Bang Record Italy.                                    |
| L'Amour Toujours              | 2020               | -     | DJ Jump & Roby Giordana featuring artisti 90. New Music Italy.                    |
| Change 1991-2021              | 2021               | -     | Nathalie Aarts (produced by La Bionda in 1991).                                   |
| Memories (Summer Concept RMX) | 2021               | -     | Dj Jump & Dj Maxwell. Bang Record Italy.                                          |
| A Christmas With Love         | 2021               | -     | Dance Legacy. Be Next Music Italy.                                                |
| Make Me Loose                 | 2022               | -     | Roby Giordana x Dj Jump x Watt&Jack featuring Nathalie Aarts. Metanoia Music USA. |
| Don't You Worry               | 2022               | -     | Watt&Jack - Nathalie Aarts. Two Records Italy.                                    |
| The Rhythm Of My Heart        | 2023               | -     | Luis Rodriguez - Nathalie Aarts. Crash Your Sound Germany.                        |